# جسی جان اوکوونوان
جسی جان اوکوونوان (انگلیسی: Jaycee John Okwunwanne؛ زادهٔ ۸ اکتبر ۱۹۸۵) یک بازیکن فوتبال اهل نیجریه است.
از باشگاه‌هایی که در آن بازی کرده‌است می‌توان به اسکی‌شهراسپور، باشگاه ورزشی الخریطیات، و باشگاه ورزشی المحرق اشاره کرد.
وی همچنین در تیم ملی فوتبال بحرین بازی کرده است.